# Stentjärnen (Sorsele socken, Lappland, 727785-155645)
Stentjärnen är en sjö i Sorsele kommun i Lappland och ingår i Umeälvens huvudavrinningsområde. Sjön har en area på 0,121 kvadratkilometer och ligger 470,1 meter över havet.

## Delavrinningsområde
Stentjärnen ingår i det delavrinningsområde (727887-155514) som SMHI kallar för Inloppet i Stor-Dobblon. Medelhöjden är 485 meter över havet och ytan är 26,46 kvadratkilometer. Det finns inga avrinningsområden uppströms utan avrinningsområdet är högsta punkten. Olsbäcken (Njuktjerbäcken) som avvattnar avrinningsområdet har biflödesordning 3, vilket innebär att vattnet flödar genom totalt 3 vattendrag innan det når havet efter 333 kilometer. Avrinningsområdet består mestadels av skog (91 procent). Avrinningsområdet har 1,13 kvadratkilometer vattenytor vilket ger det en sjöprocent på 4,3 procent.